# Cyclohexeen
Cyclohexeen is een organische verbinding met als brutoformule C6H10. Bij kamertemperatuur is het een kleurloze vloeistof met een sterke, benzineachtige geur. Het is een cyclische, onverzadigde koolwaterstof, kortweg een cycloalkeen genoemd.

## Synthese
Cyclohexeen kan bereid worden door de dehydratie van cyclohexanol In een eerste stap wordt cyclohexanol geprotoneerd met fosforzuur:
In een tweede stap grijpt de eliminatie plaats, met vorming van een dubbele binding:
Een alternatieve methode is de dehydrogenering van cyclohexaan met behulp van een katalysator:
{\displaystyle {\ce {C6H12 -> C6H10 + H2}}}
De diels-alderreactie van 1,3-butadieen en etheen levert ook cyclohexeen op:
Een andere mogelijkheid is de partiële hydrogenering van benzeen met behulp van een gepaste katalysator, om een hoge selectiviteit te verkrijgen voor cyclohexeen ten opzichte van het volledig gehydrogeneerd cyclohexaan.

## Toepassingen
Cyclohexeen wordt gebruikt als oplosmiddel en voor de productie van andere verbindingen, waaronder cyclohexeenoxide, adipinezuur, maleïnezuur, cyclohexanol en hydrochinon.

## Toxicologie en veiligheid
Cyclohexeen heeft geen indeling op EU-niveau als gevaarlijke stof: ze is niet opgenomen in de bijlage I bij de Richtlijn 67/548/EEG.
Het is een licht ontvlambare vloeistof, die onder bepaalde omstandigheden kan polymeriseren of ontplofbare peroxiden vormen. Opslag moet daarom gebeuren in gestabiliseerde toestand.
De stof is irriterend voor ogen, huid en luchtwegen. Ze kan effecten hebben op het centraal zenuwstelsel. De vloeistof ontvet de huid.